# 加拿大法老魚

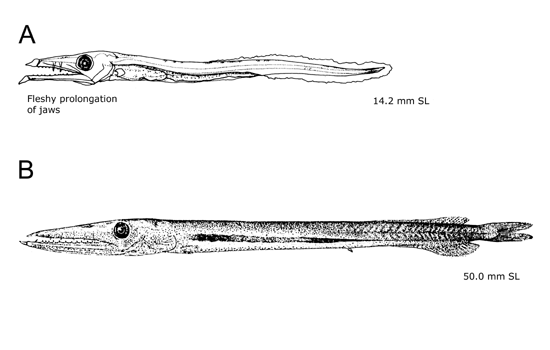
生长期（上）和成熟期（下）的加拿大法老鱼

加拿大法老魚為輻鰭魚綱仙女魚目帆蜥魚亞目魣蜥魚科的一種，分布於北大西洋加拿大、格陵蘭至馬得拉群島海域，屬深海魚類，深度0-5100公尺，體長可達96公分，棲息在中表層冷水域，屬肉食性，以軟體動物及魚類等為食，生活習性不明。